# Gerd Freidhof
Gerd Freidhof (* 12. Juni 1942 in Frankfurt am Main) ist ein deutscher Slawist.
Nach dem Studium der Slawistik an der Universität Frankfurt am Main promovierte Gerd Freidhof 1972 und habilitierte sich 1978. Von 1978 bis 1983 war er Professor für slawische Sprachwissenschaft an der Philipps-Universität Marburg, danach bis zu seiner Pensionierung im Jahr 2007 an der Universität Frankfurt am Main. Er begründete 1972 als Herausgeber die Slawistikreihe Specimina philologiae Slavicae sowie 1974 als Gründungsmitglied den slawistischen Konstanzer Kreis.
Freidhof begann als historischer Linguist, der sich mit der ersten Übersetzung der Bibel ins Kirchenslavische, der sog. Gennadius-Bibel beschäftigte, später lag sein Schwerpunkt auf der Entwicklung der slavischen Grammatiktheorie und der Kasusgrammatik, sodann in der Terminologie, der Wortspieltheorie und Lexikologie, während in jüngster Zeit Pragmatik, Sprechakttheorie und Dialoganalyse im Vordergrund stehen. Ab Beginn der 1990er Jahre publizierte er dann vor allem zur Pragmalinguistik und Dialoganalyse.